# Centre de montage et de récupération
Pour les articles homonymes, voir CMR.

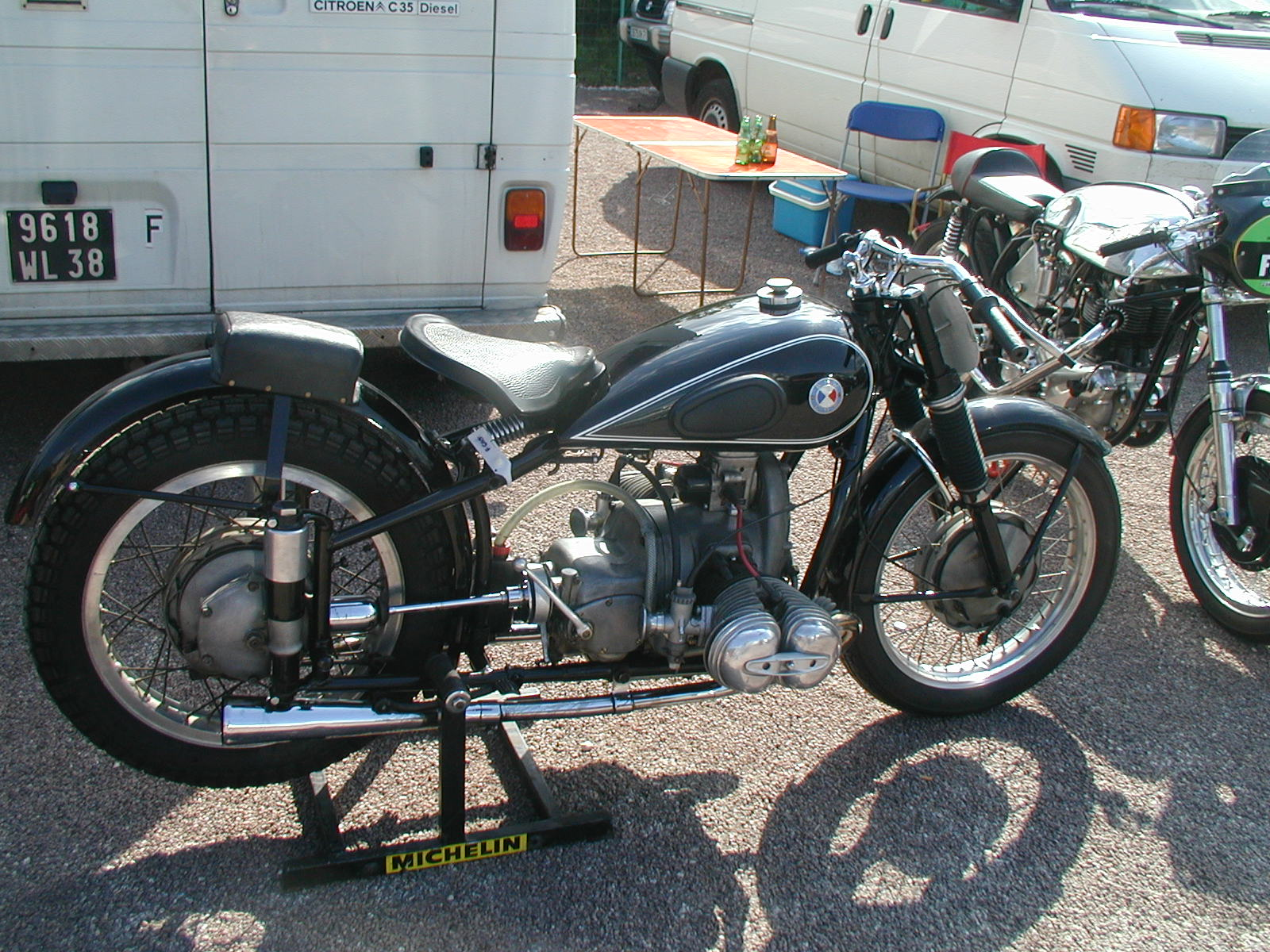
Une CMR et son logo Bleu-Blanc-Rouge

Le Centre de montage et de récupération (CMR) est une société française créée après la Seconde Guerre mondiale à Neuilly-sur-Seine en 1945 pour faire fonctionner les motos BMW prises à l'armée allemande.
Pour cette raison, son logo représente un logo BMW penché obliquement, et arborant les couleurs du drapeau français.
Elle fabrique des modèles composés de diverses parties allemandes, dont un mélange de R71 et de R75, connu sous le nom de R73.
Elle deviendra la CEMEC en 1948.